# Hogna pseudoradiata
Hogna pseudoradiata este o specie de păianjeni din genul Hogna, familia Lycosidae. A fost descrisă pentru prima dată de Guy, 1966. Conform Catalogue of Life specia Hogna pseudoradiata nu are subspecii cunoscute.